# فرودگاه ماراکی
فرودگاه ماراکی (به انگلیسی: Marakei Airport) یک فرودگاه همگانی با کد یاتا MZK است که یک باند فرود مرجان دارد و طول باند آن ۹۳۰ متر است. این فرودگاه در کشور کیریباتی قرار دارد و در ارتفاع ۳٫۰۵ متری از سطح دریا واقع شده‌است.

## شرکت‌های هواپیمایی و مقصدهای پروازی
| شرکت‌های هواپیمایی | مقصدهای پروازی       |
| ----------------- | -------------------- |
| ایر کیریباتی      | ابایانگ اتل، بونریکی |